# دیرانه
دیرانه، در صنعت حمل و نقل، خسارت دیرکرد در تخلیه وسیله بارکش است. مثلاً در راه آهن خسارت دیرکرد در تخلیه واگن‌ها است که از سوی راه‌آهن مقصد به راه آهن مبدأ پرداخت می‌شود.